# Niezależni Liberałowie

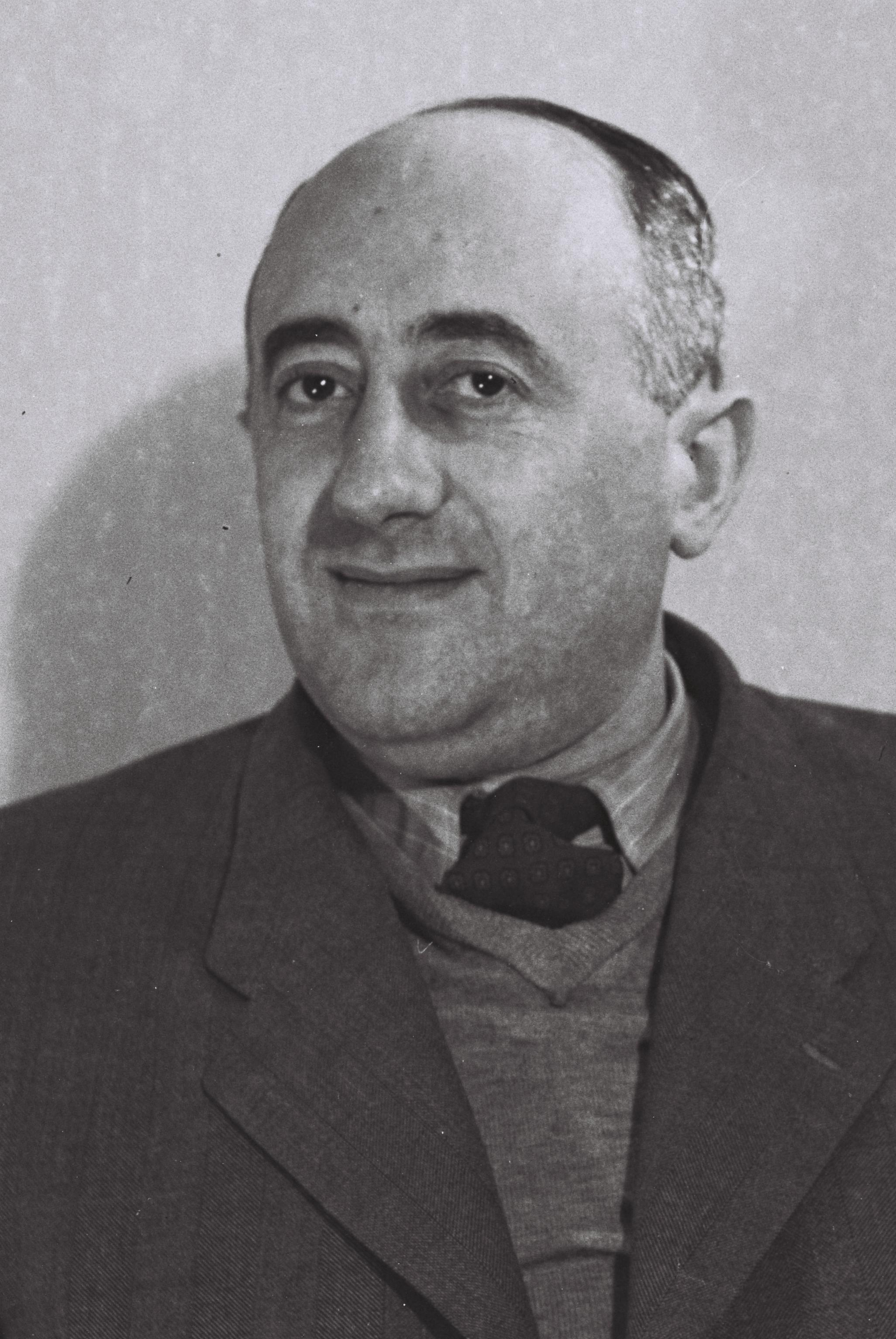
Mosze Kol, wieloletni minister, jeden z przywódców partii

Niezależni Liberałowie (hebr.) ליברלים עצמאיים, Liberalim Acma’ijjim – izraelska partia polityczna o charakterze liberalnym działająca od lat sześćdziesiątych do osiemdziesiątych XX wieku. W latach 1966–1977 ugrupowanie wchodziło w skład koalicji rządzącej tworzonej przez Koalicję Pracy i jej mniejszych partnerów politycznych.

## Historia
W 1961 doszło do połączenia Ogólnych Syjonistów i Partii Progresywnej i utworzenia Partii Liberalnej. W odbywających się w tym samym roku wyborach parlamentarnych nowe ugrupowanie wprowadziło do Knesetu 17 posłów, tyle samo co prawicowy Herut, mniej tylko od rządzącego Mapai. Współpraca Partii Liberalnej i Herutu w piątym Knesecie doprowadziła do rozmów o wspólnej liście wyborczej w kolejnych wyborach – 25 maja 1965 powstał Gahal (Blok Herutu i Liberałów).
Wcześniej jednak – 16 marca - siedmiu posłów Partii Liberalnej byłych członków Partii Progresywnej, niezainteresowanych ściślejszą współpracą z Herutem, dokonało secesji tworząc nowe ugrupowanie: Niezależnych Liberałów.
W wyborach parlamentarnych w 1965 nowa partia wprowadziła do Knesetu pięciu parlamentarzystów, a Mosze Kol wszedł w skład nowego rządu Lewiego Eszkola jako minister turystyki i minister rozwoju, jednocześnie zwalniając miejsce w parlamencie dla innego posła partii. W trakcie kadencji partię opuścił Jizhar Harari, który dołączył do Partii Pracy.
W kolejnych wyborach Niezależni Liberałowie zdobyli cztery mandaty poselskie, a Kol, zwolnił miejsce w parlamencie i ponownie objął oba resorty w pierwszym rządzie Goldy Meir. Następnie już tylko jako minister turystyki pozostał na stanowisku w kolejnym rządzie tworzonym przez Meir. W piętnastym rządzie Izraela znalazł się także inny polityk NL – Gidon Hausner, który został ministrem bez teki. W wyborach w 1973 Liberałowie ponownie zdobyli cztery mandaty poselskie, zaś Kol i Hausner weszli w skład kolejnych gabinetów Koalicji Pracy: trzeciego rządu Meir i pierwszego rządu Icchaka Rabina – odpowiednio jako minister turystyki oraz minister bez teki. Obaj zrezygnowali z mandatów poselskich zwalniając je dla innych polityków ugrupowania. W 1977 Hillel Seidel opuścił NL dołączając do Likudu.
W wyborach w 1977, w których po raz pierwszy w Izraelu zwyciężyła prawica Niezależni Liberałowie zdobyli tylko jeden mandat poselski. W wyborach w 1981 partii nie udało się już wprowadzić żadnego posła, zaś w wyborach w 1984 ugrupowanie nie wystawiło osobnej listy wyborczej, jej politycy dołączyli do Koalicji Pracy.

## Politycy
Posłowie w piątym Knesecie, wybrani w wyborach w 1961 z listy Partii Liberalnej: Jicchak Golan, Jizhar Harari, Beno Kohen, Rachel Kohen-Kagan, Mosze Kol, Pinchas Rosen i Jehuda Sza’ari.
Posłowie w szóstym Knesecie, wybrani w wyborach w 1965: Gidon Hausner, Mosze Kol, Pinchas Rosen, Jehuda Sza’ari, Jizhar Harari. W trakcie trwania kadencji do Knesetu weszli: Jicchak Golan, Nissim Eliad.
Posłowie w siódmym Knesecie, wybrani w wyborach w 1969: Gidon Hausner, Mosze Kol, Jicchak Golan, Jehuda Sza’ari. W trakcie trwania kadencji do Knesetu wszedł Nissim Eliad.
Posłowie w ósmym Knesecie, wybrani w wyborach w 1973: Gidon Hausner, Mosze Kol, Jicchak Golan, Hillel Seidel. W trakcie trwania kadencji do Knesetu weszli: Jicchak Golan i Nissim Eliad
Poseł w dziewiątym Knesecie, wybrany w wyborach w 1977: Gidon Hausner.